# 藤江昌嗣
藤江 昌嗣（ふじえ まさつぐ、1954年 - ）は、日本の統計学・経済学者、明治大学教授。

## 略歴
北海道釧路市生まれ、帯広市を経て、埼玉県浦和市に転居。1973年埼玉県立浦和高等学校卒業、1978年京都大学経済学部卒業、日本鋼管勤務、1979年退社、1984年神戸大学大学院博士課程退学、1984年岩手大学人文社会科学部専任講師。1987年東京農工大学農学部助教授。1992年明治大学経営学部助教授、1993年教授、明治大学副学長 (2012 ‐ 2016)。1994年「移転価格税制と地方税還付」で京都大学博士(経済学）。MOS明治大学マネジメント・オブ・サスティナビリティ研究所所長 (2012 ‐ )。米国オレゴン州ポートランド州立大学客員教授（2000-2002年）。戦略研究学会会長 (2015‐ )。

## 著書
- 『移転価格税制と地方税還付 トヨタ・日産の事例を中心に』中央経済社 1993
- 『電卓とパソコンで学ぶ統計学』有斐閣 1994
- 『ニューヨークだけがアメリカではない オレゴンから見たもう一つのアメリカ経済・社会・コミュニティ』梓出版社 2003
- 『新ビジネス・エコノミクス』学文社 2016
- 『新ビジネス・スタティスティクス』冨山房インターナショナル 2016
- 『アジアからみた新地政学的マクロ経済学 IMF・GATT体制を超えて』学文社 2017
- 『ビッグデータ時代の統計学入門ーデータサイエンスを支える統計の基本―』学文社 2021

### 共編著
- 『日本経済の分析と統計』統計と社会経済分析 近昭夫共編著 北海道大学図書刊行会 2001
- 『エッセンシャル・ビジネス・スタティスティクス』橋本和美,鈴木みゆき共著 梓出版社 2003
- 『テクノ・グローカリゼーション 技術戦略・地域産業集積・地方電子政府化の位相』(明治大学社会科学研究所叢書)橋本和美,佐野正博, [カク]燕書共著 梓出版社 2005
- 『地域再生と戦略的協働 地域ガバナンス時代のNPO・行政の協働』岡田浩一他共編著 ぎょうせい 2006
- 『格差社会の統計分析』現代社会と統計 岩井浩,福島利夫,菊地進共編著 北海道大学出版会 2009
- 『原発事故後の環境・エネルギー政策 弛まざる構想とイノベーション』橘川武郎,植田和弘,佐々木聡共編著 冨山房インターナショナル 2012
- 『アジアからの戦略的思考と新地政学』叢書アカデミア 戦略研究学会監修,杉山光信共編著 芙蓉書房出版 2015

### 翻訳
- マイケル・スミス『プログラム評価入門 行政サービス,介護,福祉サービス等ヒューマンサービス分野を中心に』矢代隆嗣共訳 梓出版社 2009

## 論文
- ＜藤江昌嗣